# Agadasys
Agadasys är ett släkte av tvåvingar. Agadasys ingår i familjen bredmunsflugor.
Kladogram enligt Catalogue of Life:
| Agadasys | \| \| Agadasys hexablepharis \| \| \| \| \| \| Agadasys xizangensis \| \| \| \| |
|          | \| \| Agadasys hexablepharis \| \| \| \| \| \| Agadasys xizangensis \| \| \| \| |
|          | Agadasys hexablepharis                                                          |
|          |                                                                                 |
|          | Agadasys xizangensis                                                            |
|          |                                                                                 |